# Teoria Deng Xiaopinga

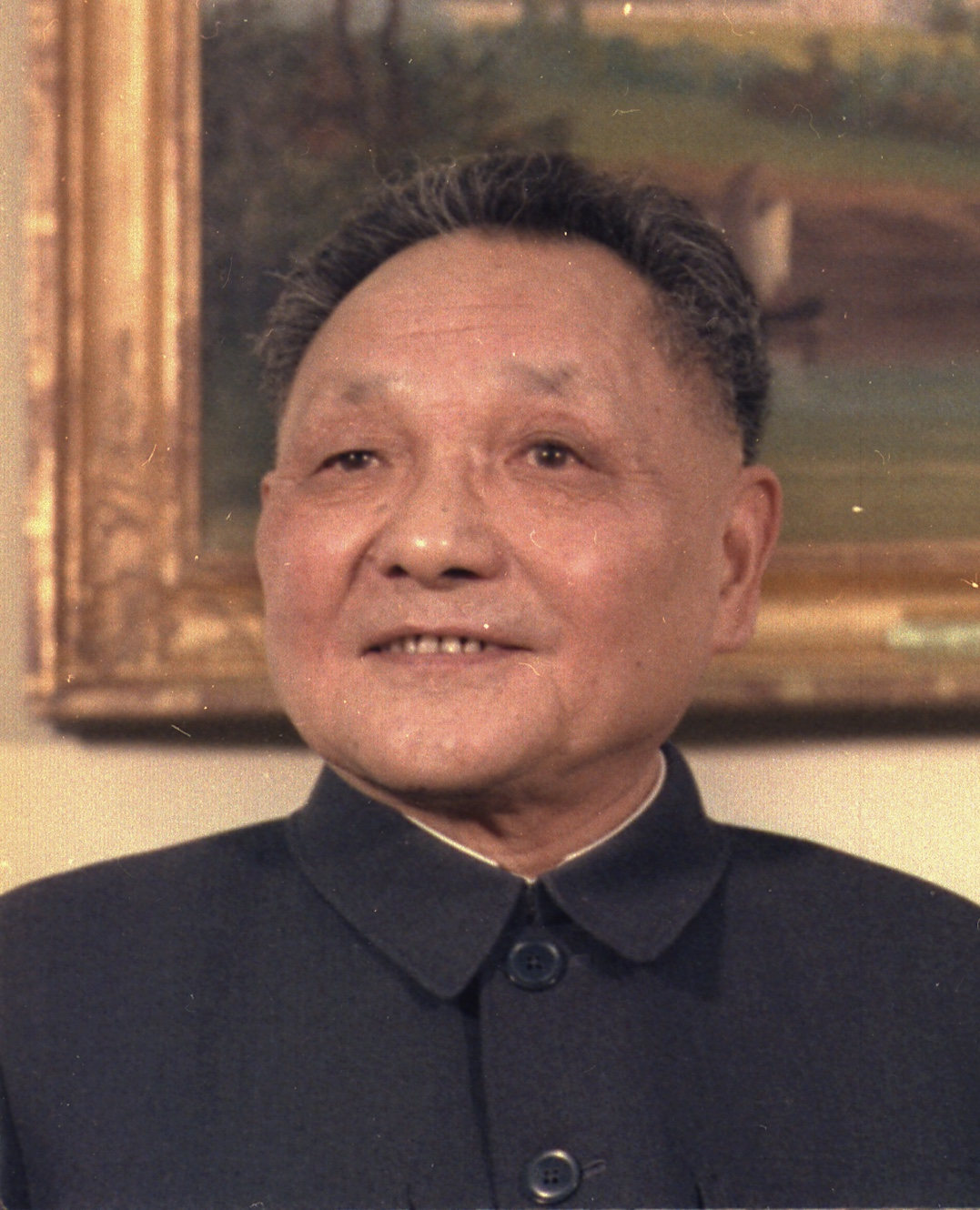
Deng Xiaoping, twórca dengizmu

Teoria Deng Xiaopinga (dengizm) (chiń. upr. 邓小平理论, chiń. trad. 鄧小平理論, pinyin: Dèng Xiǎopíng Lǐlùn) – chińska ideologia polityczna, stworzona przez Deng Xiaopinga, faktycznego przywódcę Chińskiej Republiki Ludowej w latach 1978–1989. Dengizm wyewoluował z maoizmu, w przeciwieństwie do którego zreinterpretował jednak teorię marksistowską w duchu konfucjańskim.
Źródłem dengizmu była pragmatyczna frakcja Komunistycznej Partii Chin kierowana przez premiera Zhou Enlaia, która ukształtowała się w trakcie walki o władzę z radykalną frakcją Jiang Qing (tzw. „kampanii przeciw Konfucjuszowi”). Dengizm odwołuje się do dziedzictwa maoizmu – krytykował wprawdzie niektóre epizody w historii Chińskiej Republiki Ludowej (zwłaszcza wielki skok naprzód i rewolucję kulturalną), ale podkreślał sukcesy nierozerwalnie związane z kierownictwem Mao. W jego ujęciu „nie należy twierdzić, że myśli Mao Zedonga /.../ są nowym etapem w rozwoju marksizmu, /.../ jednak są one zastosowaniem i rozwinięciem marksizmu-leninizmu w Chinach”. Według tej teorii Chiny nie porzucają marksizmu-leninizmu i myśli Mao Zedonga, tylko dostosowują system do istniejących warunków społeczno-ekonomicznych w Chinach.

## Założenia doktryny

Flaga Komunistycznej Partii Chin pod rządami Denga

Kluczowymi pojęciami dengizmu są „cztery modernizacje” i „cztery podstawowe zasady” – o ile pierwsze oznacza modyfikację maoizmu, to drugie podkreśla ciągłość z ideologią komunistyczną. Cztery modernizacje oznaczają unowocześnienie przemysłu, rolnictwa, obrony narodowej oraz nauki i techniki, cztery podstawowe zasady to: socjalistyczna droga rozwoju, dyktatura proletariatu, kierownicza rola partii komunistycznej oraz marksizm-leninizm i myśl Mao Zedonga.
Postulat modernizacji wynikał z przyjęcia sprzecznego z maoizmem hasła, że „Ubóstwo to nie socjalizm”. Prowadziło to do zaakceptowania mechanizmów wolnorynkowych i otwarcia na świat, a w konsekwencji też zróżnicowania majątkowego społeczeństwa. Dystansując się od radykalnego egalitaryzmu maoistów Deng głosił:
„Zezwalamy, żeby najpierw pewne regiony i niektórzy ludzie osiągnęli zamożność, by tą drogą stopniowo doprowadzić w końcu do powszechnego dobrobytu, zapobiegając jednocześnie polaryzacji społeczeństwa”.
Podkreślał jednak, że perspektywiczne cele ustroju nie ulegają zmianie a gospodarka musi pozostawać pod kontrolą państwa:
„nie powstanie u nas nowa burżuazja. Podstawowe środki produkcji należą do państwa /.../ Przedsiębiorstwa prowadzone wspólnie z cudzoziemcami również są w połowie własnością socjalistyczną”.
„Cztery podstawowe zasady” warunkowały utrzymywanie dyktatury Komunistycznej Partii Chin. Deng ostrzegał: „Bez ideałów, bez dyscypliny kraj nasz /.../ może przekształcić się w ławicę lotnego piasku”, dlatego „Bez takiego środka jak dyktatura nie można się obejść”. Choć krytykował nadmierną centralizację i system dożywotniego piastowania stanowisk, to zarazem wypowiadał się przeciw trójpodziałowi władzy i doprowadził do zniesienia konstytucyjnych gwarancji wolności słowa („czterech wielkich swobód”). Chiński model ustroju objaśniał następująco:
„Jakiej demokracji potrzebuje dziś naród chiński? Może to być tylko demokracja socjalistyczna – zwana też demokracją ludową – a nie burżuazyjna demokracja, oparta na indywidualizmie. Demokracja ludowa wiąże się nierozłącznie z dyktaturą wobec wrogich sił /.../ W ustroju tym interesy indywidualne są podporządkowane interesom zbiorowym, /.../ a doraźne interesy – interesom długofalowym”.
Spoiwem państwa miał być patriotyzm wyrażający się w akcentowaniu pryncypiów niepodległości i suwerenności („Niech żaden obcy kraj nie żywi nadziei, że Chiny staną się jego wasalem”) oraz w haśle „socjalizmu o chińskiej specyfice”. Deng pozostał też wierny maoistowskiemu purytanizmowi obyczajowemu głosząc, że „będziemy przeciwdziałać zewnętrznym wpływom zepsucia i demoralizacji”.

## Poza Chinami
Mimo rdzennie chińskiego charakteru dengizm znajduje analogię w innych próbach dostosowania ideologii komunistycznej do lokalnych warunków, np. w Nowej Polityce Ekonomicznej i jej teoretycznym uzasadnieniu stworzonym przez Nikołaja Bucharina, w koncepcjach Earla Browdera czy titoizmie. Polskim zwolennikiem dengizmu był m.in. ekonomista doc. Mieczysław Rakowski, autor książki „Przemiany i szanse socjalizmu” (Warszawa 2004).